# 穆库达尔
穆库达尔（Mukkudal），是印度泰米尔纳德邦Tirunelveli县的一个城镇。总人口13874（2001年）。

## 人口
该地2001年总人口13874人，其中男性6719人，女性7155人；0—6岁人口1546人，其中男802人，女744人；识字率76.01%，其中男性为82.17%，女性为70.22%。